# SmugMug
A SmugMug egy apa és fia által 2002-ben alapított képmegosztó webes rendszer.
Nincs ingyenes része, cserébe ezért reklámmentességet, földrajzilag elosztott szervereket és magas rendelkezésre állást kínál. 
Az alapdíjért korlátlan mennyiségű képet lehet tárolni, az emelt díjakért cserébe pedig a weblap képe is testre szabható.

## Külső hivatkozások
- http://www.smugmug.com/